# 骨形态发生蛋白受体
在人类基因组中，有三种骨形态发生蛋白受体，（英語：Bone morphogenetic protein receptors，BMPR）分别是：
- BMPR1
  - BMPR1A
  - BMPR1B
- BMPR2